# Clyomys bishopi
Espèce
Statut de conservation UICN

 DD  : Données insuffisantes
Clyomys bishopi est une espèce de rongeurs de la famille des Echimyidae qui regroupe des rats épineux d'Amérique du Sud. C'est un petit mammifère terrestre herbivore qui fréquente les herbages et les forêts tropicales du Brésil dont il est endémique. L'Union internationale pour la conservation de la nature (IUCN) considère que l'espèce est vulnérable.
Cette espèce a été décrite pour la première fois en 1981 par les zoologistes Fernando Dias de Ávila-Pires et Maria Regina Caldatto Wutke, mais elle pourrait s'avérer être peut-être un synonyme de Clyomys laticeps.